# Rafael Guarga
Rafael Andrés Guarga Ferro (Montevideo, 23 de agosto de 1940) es un ingeniero industrial y profesor uruguayo que ocupó el cargo de Rector de la Universidad de la República de Uruguay entre 1998 y 2006.

## Biografía
Se graduó y ejerció la docencia en dicha institución hasta 1974 cuando fue destituido por las nuevas autoridades de la Universidad (impuestas por la dictadura cívico-militar), que estaban políticamente en desacuerdo con los ideales de Guarga. Fue perseguido por la dictadura y en 1976 debió asilarse en México. Allí trabajo en su profesión y en 1978 ingresó a trabajar en el Instituto de Ingeniería de la Universidad Nacional Autónoma de México como Investigador Asociado. En 1982, obtuvo el Doctorado de Ingeniería hidráulica en dicha Universidad recibiendo la medalla Gabino Barreda a la excelencia académica. Asimismo su tesis de doctorado recibió, en dicho año, el Premio Nacional (mexicano) “Banamex” de Ciencia y Tecnología.
En 1986, tras nueve años de exilio en México, Guarga regresa al Uruguay y vuelve a trabajar en la Universidad de la República donde participa en la creación y luego es designado como Director del Instituto de Mecánica de los Fluidos e Ingeniería Ambiental(IMFIA) de la Facultad de Ingeniería de dicha Universidad, hasta el año 1992.
En ese año 1992, Guarga fue elegido en el cargo de Decano de la misma Facultad, siendo reelecto en dicho cargo dos años más tarde. 
El 6 de mayo de 1998 fue elegido Rector de la Universidad de la República, el cargo más alto al que un profesor puede aspirar. Es reelecto nuevamente en el 2002. Finalmente su período como Rector llega a su fin en el 2006, siendo sucedido por el Dr. Rodrigo Arocena.
En el período 2005-2008 actúa como Secretario General de la Asociación de Universidades públicas “Grupo Montevideo” y en el período 2006-2008 preside el Instituto Regional de la Unesco en América Latina y el Caribe (IESALC).
En esta breve reseña debe señalarse asimismo, que Guarga es responsable de una invención tecnológica que se aplica al control de heladas, olores y nieblas, denominada “Sumidero Invertido Selectivo" (SIS), cuyo empleo hoy se extiende a más de una decena de países. Dicha invención ha recibido tres premios de significación, a saber: el premio Génesis en 1994, en el Uruguay; el premio Rolex en 1998, en Suiza y el premio Techaward en 2004, en California (USA).